# Augusta Žofie Hannoverská
Augusta Žofie Hannoverská (8. listopadu 1768, Londýn – 22. září 1840, Londýn) byla šestým potomkem britského krále Jiřího III. a královny Šarloty.

## Dětství a dospívání

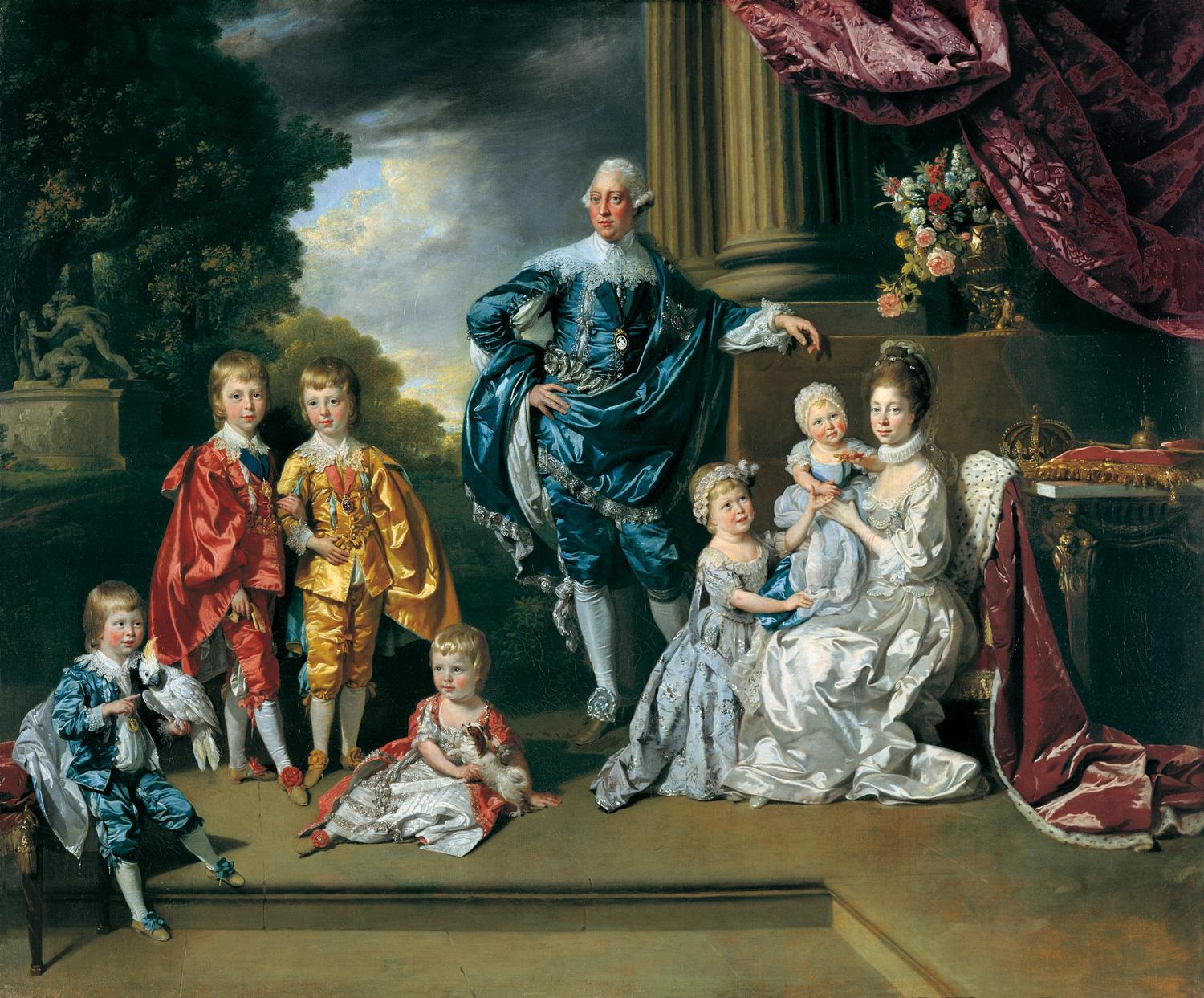
Portrét krále Jiřího III., královny Šarloty a jejich šesti dětí v roce 1770. Augusta je dítě v matčině náruči.

Princezna Augusta Žofie se narodila v Buckingham House v Londýně jako šesté dítě a druhá dcera britského krále Jiřího III. a jeho manželky královny Šarloty. Její otec si tolik přál, aby bylo nové dítě dívka, že si lékař dovolil pronést, že "kdokoli vidí ty krásné prince nad schody, musí být rád, že má další“. Krále tento názor rozhněval a odpověděl, že "kdokoli vidí nad schody roztomilou Princess Royal, nemůže si přát mít k sobě chlapce." K radosti krále a úlevě královny se narodilo děvče.
Malá princezna byla 6. prosince 1768 canterburským arcibiskupem v St James's Palace pokřtěna. Jejími kmotry byli Karel Meklenburský (její strýc, který navštívil Anglii), dánská královna (její teta, kterou zastoupila vévodkyně z Ancasteru) a dědičná vévodkyně brunšvicko-lüneburská (teta, zastoupená vévodkyní z Northumberlandu). Lady Mary Coke o měsíční Augustě prohlásila, že "je to to nejkrásnější dítě, jaké kdy viděla".
Princezna Augusta byla prostřední z tria princezen, které se skládalo z ní, její starší sestry Šarloty (narozená v roce 1766) a mladší sestry Alžběty (narozená v roce 1770). V roce 1771 začaly dvě starší princezny cestovat do Kew, aby se učily pod dohledem lady Charlotte Finchové a slečny Frederiky Plantové. Princezny, které si byly dříve velmi blízké se svými bratry, se s nimi nyní vídaly jen málo, s výjimkou každodenních procházek. V roce 1774 se vedoucí jejich vzdělání stala Martha Goldsworthová, neboli "Gouly". Princezny se učily dobrému vystupování, hudbě, tanci a umění, jejich matka ale také zajistila, aby se učily angličtině, francouzštině, němčině a geografii.

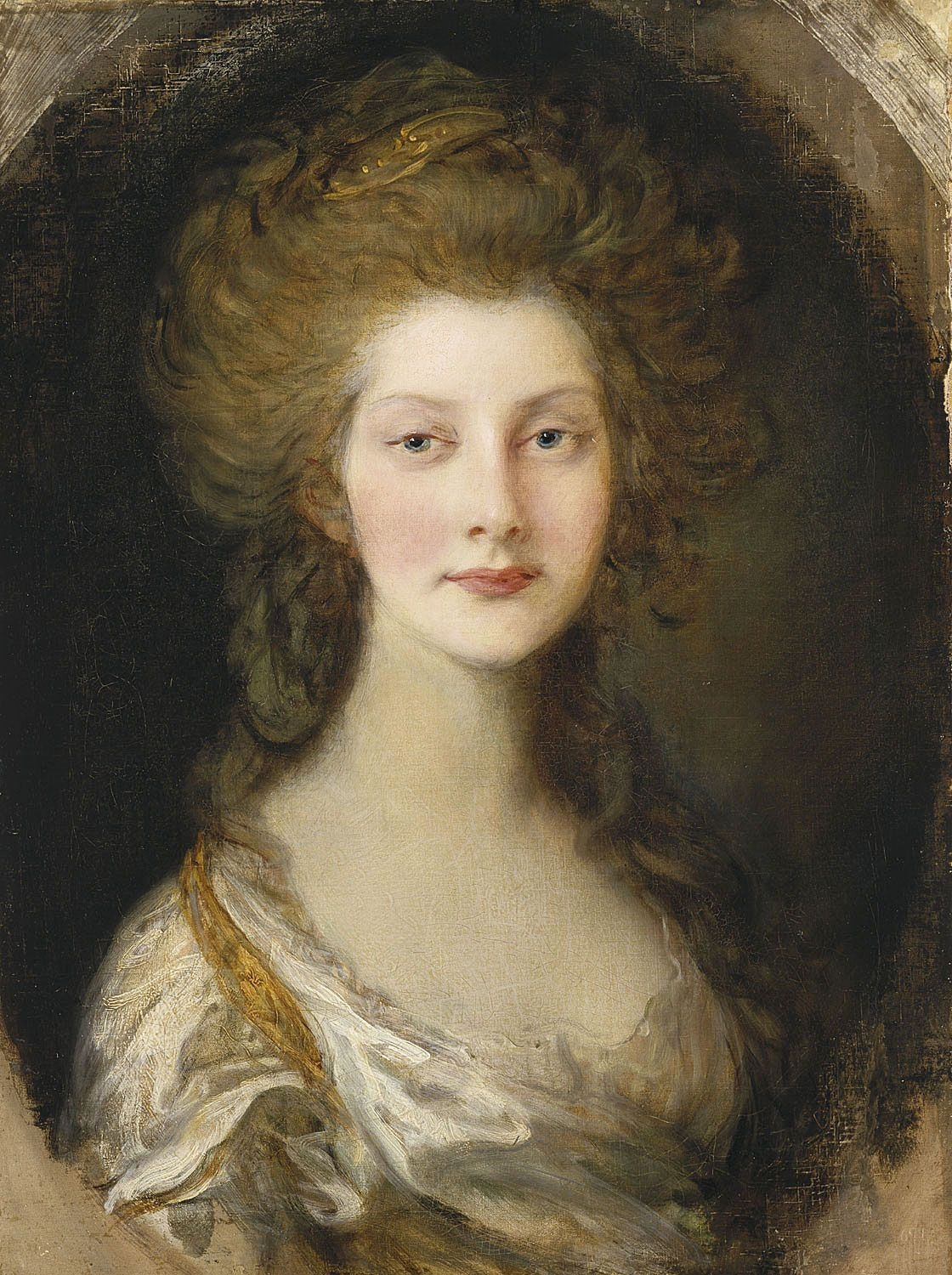
Princezna Augusta ve třinácti letech.

Mladá Augusta byla velmi oblíbená u slečny Plantové, která ji nazývala „nejmoudřejší ze všech princezen“, i když ve srovnání se svou starší sestrou byla „dětinská“. Princezna však byla velmi plachá a před lidmi, které neznala, koktala. Od útlého věku se Augusta soustředila na to, že je dobrá, a často se zlobila, když v něčem neuspěla. Její chování se pohybovalo mezi nepříjemným a zdvořilým. Někdy dostávala záchvaty vzteku, při nichž bila guvernantky, a často byla naopak velmi klidná a rodinná. Silně nenáviděla politická napětí, která se v roce 1780 objevila mezi jejími starším bratry a rodiči, a raději se zabývala sbírkou mincí. Stejně jako všechny její sestry byla Augusta chráněna před vnějším světem natolik, že její jediné kamarádky byly její služebné, se kterými udržovala častou korespondenci.
V roce 1782 měla Augusta při oslavě králových narozenin debut ve společnosti. Jelikož měla stále strach z davů lidí, řekla jí matka o jejím debutu až dva dny před ním. V srpnu toho roku zemřel princeznin nejmladší bratr Alfréd, v květnu následujícího roku bratr Octavius. Když šly princezny v létě 1783 navštívit výstavu v Royal Academy of Arts, byly natolik rozrušeny portréty svých nejmladších bratrů, že se zhroutily a přede všemi se rozplakaly. V létě 1783 přišel na svět poslední Augustin sourozenec, sestra Amálie. Její kmotrou se stala Augusta, sestra Šarlota a bratr Jiří. Ačkoli narození její sestry nevymazalo bolest, kterou pociťovala při ztrátě svých bratrů, Augusta se nezabývala jejich smrtí tolik jako její otec.
Než dospěly, trávily tři nejstarší princezny hodně času se svými rodiči. Doprovázely je do divadla, na operu, ke dvoru a začaly se věnovat především hudbě a umění. Viděly slavné herečky, jako byla Sarah Siddonsová, a spolu se Šarlotou a rodiči se Augusta setkala s Johnem Adamsem, když byl představen královně. Všechny tři dívky byly vždy oblečeny stejně, jediný rozdíl byl v barvě šatů. Přestože se často objevovala ve společnosti, byla Augusta stále nejšťastnější doma, kde zbožňovala své mladší bratry Arnošta, Augusta a Adolfa. Byla si velmi blízká se svou sestrou Alžbětou, protože Šarlota se často chovala povýšeně, byla si příliš vědoma svého postavení jako Princess Royal.

## Raná dospělost
Protože se sestry blížily věku na vdávání, dostaly v červenci 1783 první dvorní dámu. Augusta si často psala se starším bratrem Vilémem, který byl na vojenském výcviku v Hannoveru. V korespondenci mu vyprávěla o rodinném životě a podporovala ho, aby jí psal o životě svém vlastním. Radovala se z jeho pozornosti i malých dárků, které jí posílal, přestože se ho královna snažila od toho odradit. Přestože jejich vzdělání už skončilo, jejich matka nechtěla, aby dcery ztrácely čas a ujistila se, aby se dále věnovaly hodinám hudby nebo umění.
Princezny se až do večeře "neoblékaly", téměř celý den nosily ranní šaty. I když byla královská rodina "oblečená", často měla jen obyčejné šaty, které se lišily od nádherných rób jiných dvorů. Protože bylo v rodině šest princezen, snažila se královna držet náklady za jejich oblečení na co nejnižší úrovni. Přechod do nové fáze života, dospělosti, znamenal, že se výdaje za šaty tří nejstarších dcer, značně zvýšily. Princezny neustále potřebovaly nové šaty, čepice, ozdoby, vějíře a další předměty.Čtvrtletní náklady na jejich oblečení se odhadovaly na 2000 liber a k tomu se přidaly výdaje všech jejich služebníků a učitelů. Všechno se to ale jedním způsobem vyplatilo: princezny se staly veřejnosti dobře známé. Když byl lidem zveřejněn jejich skupinový portrét, byla obdivována jejich porcelánová krása. Byli oblečeny stejně a pouze jejich doplňky naznačovaly velmi odlišné osobnosti, které se skrývaly pod maskami.
V roce 1785 dosáhla Šarlota s Augustou věku, kdy se mohly stát potenciálními nevěstami zahraničních princů. Toho roku naznačil dánský korunní princ (budoucí král Frederik VI.) králi Jiřímu III., že by se oženil s jednou z jeho dcer. Před starší princeznou Šarlotou upřednostňoval Augustu. Král však prohlásil, že potom, jak jeho otec Kristián VII. zacházel s jeho mladší sestrou, nikdy nepošle žádnou ze svých dcer na dánský dvůr. Když se jejich přítelkyně a dámy ode dvora začaly vdávat, přemýšlely princezny, kdy přijde řada na ně. V roce 1797 dostala Augusta nabídku s sňatku od prince Frederika Adolfa Švédského, a to bez schválení švédské královské rodiny. Britská princezna, zejména z tak plodné matky, byla považována za dobrou partii, ale král Jiří III. stále nechtěl dcerám dovolit, aby se vdaly.

## Vztah s Brentem Spencerem
Většina dcer Jiřího III. si z velké části odepřela přístup k osobním vztahům s muži z jejich vlastního postavení a pustila se do vztahů s muži ode dvora. Princezna Augusta se se sirem Brentem Spencerem, důstojníkem britské armády, poprvé setkala kolem roku 1800. V roce 1812 požádala svého bratra Viléma, který vládl jako regent, o povolení k sňatku.
I když neexistuje žádný záznam o jejich sňatku, u hesensko-homburského dvora bylo v době sňatku její sestry Alžběty v roce 1818 zjištěno, že Augusta byla „soukromě vdaná“. Byl to Spencer, kdo Augustu informoval o matčině smrti.

## Pozdější život
Princezna Augusta byla zřejmě blešího cirkusu L. Bertolotta.
V roce 1828 byla Augusta slyšena, jak říká svému příteli: "Styděla jsem se, když jsem slyšela, že se jmenuji princezna Augusta, a nikdy jsem se nemohla přesvědčit o tom, že jsem taková, dokud byl kdokoli z rodiny Stuartů naživu; ale po smrti kardinála Yorka (v roce 1807) jsem se cítila jako princezna Augusta".
Princezna Augusta zemřela 22. září 1840 v Clarence House a 2. října byla pohřbena v kapli svatého Jiřího na Windsoru.

## Tituly a oslovení
- 8. listopadu 1768 – 22. září 1840: Její Královská Výsost princezna Augusta Žofie

## Vývod z předků
|                           |                                                 |  |                                |                                                  |  |  |  |  |  |  |  | Jiří I. |
|                           |                                                 |  |                                |                                                  |  |  |  |  |  |  |  |         |
|                           | Jiří II.                                        |  |                                |                                                  |  |  |  |  |  |  |  |         |
|                           |                                                 |  |                                |                                                  |  |  |  |  |  |  |  |         |
|                           |                                                 |  |                                | Žofie Dorotea z Celle                            |  |  |  |  |  |  |  |         |
|                           |                                                 |  |                                |                                                  |  |  |  |  |  |  |  |         |
|                           | Frederik Ludvík Hannoverský                     |  |                                |                                                  |  |  |  |  |  |  |  |         |
|                           |                                                 |  |                                |                                                  |  |  |  |  |  |  |  |         |
|                           |                                                 |  |                                | Jan Fridrich Braniborsko-Ansbašský               |  |  |  |  |  |  |  |         |
|                           |                                                 |  |                                |                                                  |  |  |  |  |  |  |  |         |
|                           | Karolina z Ansbachu                             |  |                                |                                                  |  |  |  |  |  |  |  |         |
|                           |                                                 |  |                                |                                                  |  |  |  |  |  |  |  |         |
|                           |                                                 |  |                                | Eleonora Sasko-Eisenašská                        |  |  |  |  |  |  |  |         |
|                           |                                                 |  |                                |                                                  |  |  |  |  |  |  |  |         |
|                           | Jiří III.                                       |  |                                |                                                  |  |  |  |  |  |  |  |         |
|                           |                                                 |  |                                |                                                  |  |  |  |  |  |  |  |         |
|                           |                                                 |  |                                | Fridrich I. Sasko-Gothajsko-Altenburský          |  |  |  |  |  |  |  |         |
|                           |                                                 |  |                                |                                                  |  |  |  |  |  |  |  |         |
|                           | Fridrich II. Sasko-Gothajsko-Altenburský        |  |                                |                                                  |  |  |  |  |  |  |  |         |
|                           |                                                 |  |                                |                                                  |  |  |  |  |  |  |  |         |
|                           |                                                 |  |                                | Magdaléna Sibyla Sasko-Weissenfelská             |  |  |  |  |  |  |  |         |
|                           |                                                 |  |                                |                                                  |  |  |  |  |  |  |  |         |
|                           | Augusta Sasko-Gothajská                         |  |                                |                                                  |  |  |  |  |  |  |  |         |
|                           |                                                 |  |                                |                                                  |  |  |  |  |  |  |  |         |
|                           |                                                 |  |                                | Karel Anhaltsko-Zerbstský                        |  |  |  |  |  |  |  |         |
|                           |                                                 |  |                                |                                                  |  |  |  |  |  |  |  |         |
|                           | Magdalena Augusta Anhaltsko-Zerbstská           |  |                                |                                                  |  |  |  |  |  |  |  |         |
|                           |                                                 |  |                                |                                                  |  |  |  |  |  |  |  |         |
|                           |                                                 |  |                                | Žofie Sasko-Weissenfelská                        |  |  |  |  |  |  |  |         |
|                           |                                                 |  |                                |                                                  |  |  |  |  |  |  |  |         |
| Augusta Žofie Hannoverská |                                                 |  |                                |                                                  |  |  |  |  |  |  |  |         |
|                           |                                                 |  |                                |                                                  |  |  |  |  |  |  |  |         |
|                           |                                                 |  | Adolf Fridrich I. Meklenburský |                                                  |  |  |  |  |  |  |  |         |
|                           |                                                 |  |                                |                                                  |  |  |  |  |  |  |  |         |
|                           | Adolf Fridrich II. Meklenbursko-Střelický       |  |                                |                                                  |  |  |  |  |  |  |  |         |
|                           |                                                 |  |                                |                                                  |  |  |  |  |  |  |  |         |
|                           |                                                 |  |                                | Marie Kateřina Brunšvicko-Dannenberská           |  |  |  |  |  |  |  |         |
|                           |                                                 |  |                                |                                                  |  |  |  |  |  |  |  |         |
|                           | Karel Ludvík Fridrich Meklenbursko-Střelický    |  |                                |                                                  |  |  |  |  |  |  |  |         |
|                           |                                                 |  |                                |                                                  |  |  |  |  |  |  |  |         |
|                           |                                                 |  |                                | Kristián Vilém I. Schwarzbursko-Sondershausenský |  |  |  |  |  |  |  |         |
|                           |                                                 |  |                                |                                                  |  |  |  |  |  |  |  |         |
|                           | Kristiana Emílie Schwarzbursko-Sondershausenská |  |                                |                                                  |  |  |  |  |  |  |  |         |
|                           |                                                 |  |                                |                                                  |  |  |  |  |  |  |  |         |
|                           |                                                 |  |                                | Antonie Sibyla z Barby-Mühlingenu                |  |  |  |  |  |  |  |         |
|                           |                                                 |  |                                |                                                  |  |  |  |  |  |  |  |         |
|                           | Šarlota Meklenbursko-Střelická                  |  |                                |                                                  |  |  |  |  |  |  |  |         |
|                           |                                                 |  |                                |                                                  |  |  |  |  |  |  |  |         |
|                           |                                                 |  |                                | Arnošt Sasko-Hildburghausenský                   |  |  |  |  |  |  |  |         |
|                           |                                                 |  |                                |                                                  |  |  |  |  |  |  |  |         |
|                           | Arnošt Fridrich I. Sasko-Hildburghausenský      |  |                                |                                                  |  |  |  |  |  |  |  |         |
|                           |                                                 |  |                                |                                                  |  |  |  |  |  |  |  |         |
|                           |                                                 |  |                                | Žofie Henrietta Waldecká                         |  |  |  |  |  |  |  |         |
|                           |                                                 |  |                                |                                                  |  |  |  |  |  |  |  |         |
|                           | Alžběta Sasko-Hildburghausenská                 |  |                                |                                                  |  |  |  |  |  |  |  |         |
|                           |                                                 |  |                                |                                                  |  |  |  |  |  |  |  |         |
|                           |                                                 |  |                                | Jiří Ludvík I. z Erbachu                         |  |  |  |  |  |  |  |         |
|                           |                                                 |  |                                |                                                  |  |  |  |  |  |  |  |         |
|                           | Žofie Albertina z Erbachu                       |  |                                |                                                  |  |  |  |  |  |  |  |         |
|                           |                                                 |  |                                |                                                  |  |  |  |  |  |  |  |         |
|                           |                                                 |  |                                | Amálie Kateřina Waldecko-Eisenberská             |  |  |  |  |  |  |  |         |
|                           |                                                 |  |                                |                                                  |  |  |  |  |  |  |  |         |